# 塩嶺カントリークラブ
塩嶺カントリークラブ（えんれいカントリークラブ）は、長野県塩尻市にあるゴルフ場である。

## 概要
山田正治は大学卒業後の1962年（昭和37年）、名古屋市中区栄の親から受け継いだ土地80坪に貸しビルを建設した。その貸しビルの近くに、長野県出身の株式会社CBCテレビ関係者で中日クラウンズトーナメント担当者の呉藤縁がいた。呉藤縁が山田正治に、別荘地開発の計画があるが「一口乗らないか」、ゴルフ場も造る計画だと誘ってきた。開発用地は、塩尻、岡谷に近い標高1000メートル程の塩嶺高原にある、雄大な景観の約45万坪の土地だった。
1970年（昭和45年）6月11日、新たなゴルフ場の建設に向け経営母体「信州塩嶺高原開発株式会社」を設立、山田正治が社長に就任した。開発用地の45万坪は、30パーセントは市有地で借地契約し、30パーセントは別荘地に、残りの30パーセントは買収した。
1971年（昭和46年）3月29日、ゴルフ場のコース設計を上田治に依頼、造成工事を着工した。1972年（昭和47年）1月21日、ゴルフ場経営を信州塩嶺高原開発株式会社から分離し、「信州塩嶺高原カントリー株式会社」を設立、呉藤緑が代表に就任した。
1973年（昭和48年）5月1日、しらかばコースとりんどうコースの18ホール7,023ヤード、パー72規模のゴルフ場が完成、開場された。その後、1977年（昭和52年）7月10日、増設のすずらんコース9ホール、3,250ヤード、パー36が完成、合計27ホール規模のゴルフ場が完成した。海抜1000メートルの高原のフェアウェイからは、日本アルプスの山々が一望できる。

## 所在地
〒399-0651 長野県塩尻市大字北小野4956番地

## コース情報
- 開場日 - 1973年5月1日
- 設計者 - 上田 治
- 面積 - 1,450,000m2（約43.8万坪）
- コースタイプ - 丘陵コース
- コース - 27ホールズ、パー108、10,175ヤード、コースレート、しらかば・りんどうコース72.5、りんどう・すずらんコース71.7、すずらん・しらかばコース71.5
- フェアウェー - コウライ
- ラフ - ノシバ
- グリーン - 1グリーン、ベント
- ハザード ^ バンカー90、池が絡むホール6
- ラウンドスタイル - キャディ・セルフ選択可、全組乗用カート1組4名、状況によりツーサム可
- 練習場 - 14打席270ヤード
- 休場日 - 無休（12月下旬 - 3月上旬まで冬期間クローズ）[2][3]

## ギャラリー
- コース - [4]
- ハウス - [5]

## 交通アクセス
鉄道（JR東日本）
- 中央本線 - 岡谷駅より タクシー利用約15分
- 中央本線・篠ノ井線 - 塩尻駅より タクシー利用約20分[6]

道路
- 長野自動車道 - 岡谷ICより 7km[6]

## 関連文献
- 『ゴルフ場ガイド 東版』、2006-2007、「塩嶺カントリークラブ」、東京 ゴルフダイジェスト社、2006年5月、2021年4月25日閲覧
- 『美しい日本のゴルフコース BEAUTIFUL GOLF CULTURE IN JAPAN 日本のゴルフ110年記念 ゴルフは日本の新しい伝統文化である』、ゴルフダイジェスト社「美しい日本のゴルフコース」編纂委員会編、「日本アルプスを一望できる雄大な信州の景観を見て青年社長はコースと別荘開発を決断」、東京 ゴルフダイジェスト社、2013年12月、2021年4月25日閲覧
- 『月刊ゴルフマネジメント』、「クローズアップ21(その209)ゴルフ場を地域にとって身近な存在に 塩嶺カントリークラブ 市や公益法人と連動し、若年層を取り込む様々なプランを実施」、東京 一季出版、2018年6月、2021年4月25日閲覧